# ライムベク地区
ライムベク地区 (カザフ語: Райымбек ауданы, Raıymbek aýdany)はカザフスタン共和国アルマトイ州にある地区である。中心都市はケゲンである。人口は2013年時点で推定79,624人、2009年時点で80,377人、1999年時点で83,093人であった。
| 年   | 1999年 | 2009年 | 2013年 |
| 人口 | 83,093 | 80,377 | 79,624 |

## 歴史
紀元前200年の白登山の戦いにより紀元前199年にはライムベク地区一帯は匈奴によって支配された。匈奴の南北分裂により一帯は北匈奴に支配されるも、89年6月の稽落山の戦いで北匈奴が漢に大勝され北匈奴が康居の地に逃れて悦般となった事により、以後一帯は悦般国の支配下に置かれた。
500年頃一帯はエフタルの支配下に置かれ6世紀後半になると突厥の、582年に東西分裂が起きると西突厥の領土となった。
- 一帯は7世紀から940年頃までカルルクに支配された。
- 一帯は9世紀から1212年までカラハン朝に支配された。
- 一帯は1132年から1218年まで西遼に支配された。
- 一帯は1306年から1487年までチャガタイ・ハン国に支配された[4]。
- 一帯は1686年から1755年までジュンガルに支配された[4]
- 一帯は1756年から1876年まで清に支配された[4]。

その後一帯はイリ条約によりロシア帝国のセミレチエ州に編入され、ロシア革命後はキルギス自治社会主義ソビエト共和国、カザフ自治ソビエト社会主義共和国、カザフ・ソビエト社会主義共和国の領土となった。
1936年にナリンコル地区として成立し、1993年に現在の名称であるライムベク地区に改名された。
2018年4月2日、ライムベク地区はライムベク地区とケゲン地区の2つの地域に分割された。

## 民族構成
2010年1月1日時点、ライムベク地区に居住する民族構成は以下の通り
- カザフ人 — 75,644人 (98,63 %)
- ウイグル人 — 534人 (0,70 %)
- ロシア人 — 216人 (0,28 %)
- キルギス人 — 160人 (0,21 %)
- その他 — 142人 (0,19 %)

　 　 合計 — 76,696人 (100,00 %)

## 町
ライムベク地区は22の町から構成されている。
1. ru:Кегенский сельский округ
2. Алгабасский сельский округ
3. ru:Болексазский сельский округ
4. ru:Жаланашский сельский округ
5. Жамбылский сельский округ
6. ru:Жылысайский сельский округ
7. ru:Кайнарский сельский округ
8. ru:Какпакский сельский округ
9. Карабулакский сельский округ
10. ru:Карасазский сельский округ
11. ru:Каркаринский сельский округ
12. ru:Нарынкольский сельский округ
13. ru:Узак батырский сельский округ
14. ru:Сарыжазский сельский округ
15. Сатинский сельский округ
16. ru:Сумбинский сельский округ
17. ru:Тасашинский сельский округ
18. ru:Тегистикский сельский округ
19. ru:Текесский сельский округ
20. ru:Узынбулакский сельский округ
21. ru:Шалкодинский сельский округ
22. ru:Ширганакский сельский округ